# La Face cachée (Buffy)
Pour les articles homonymes, voir La Face cachée.
La Face cachée est le 8e épisode de la saison 2 de la série télévisée Buffy contre les vampires.

## Synopsis
Giles doit identifier un cadavre qui se révèle être celui d'un vieil ami à lui venu d'Angleterre, Philip. Il porte un tatouage que Giles prétend ne pas connaître. Il est plus tard informé qu'une autre de ses anciennes amies est morte très récemment. On découvre alors qu'il porte le même tatouage sur le bras. Plus tard, Buffy, inquiète de l'étrange comportement de Giles, rencontre Ethan Rayne (le propriétaire du magasin de costumes de l'épisode Halloween) à la bibliothèque. Celui-ci lui révèle connaître Giles depuis longtemps et, alors qu'elle téléphone à Giles, Ethan évoque la marque d'Eyghon. Soudain, le cadavre de Philip surgit et, après un combat au cours duquel Jenny Calendar est laissée inconsciente, le cadavre de Philip se dissout en une gelée verte. Celle-ci contamine Jenny en touchant sa main à l'insu de tous. Buffy veut absolument savoir ce qu'est la marque d'Eyghon, mais Giles ne lui répond pas. Willow découvre dans un livre que la marque est un motif d'origine étrusque et qu'Eyghon est un démon qui possède le corps de personnes mortes ou inconscientes.
Dès lors, le groupe comprend que Jenny a été infectée pendant son évanouissement. Chez Giles, le corps de Jenny se transforme en démon menaçant. Buffy arrive sur les entrefaites et le fait fuir. Giles explique à Buffy la menace qui pèse sur ses proches depuis l'époque où il était étudiant. Elle est liée à des rituels de magie noire que l'observateur pratiquait pendant cette période. Un démon, Eyghon, qu'il avait, avec quatre autres pratiquants, invoqué, veut désormais les éliminer les uns après les autres. Leur tatouage fait office de balise permettant au démon de les repérer. Il ne reste plus qu'Ethan et Giles. Buffy retrouve Ethan mais, retors, celui-ci l'assomme. Il lui tatoue la marque sur la nuque avant de faire disparaître la sienne à l'acide. De son côté, Willow trouve un plan qui implique Angel. Jenny, toujours possédée par Eyghon, s'en prend à Buffy mais Angel survient et le combat. Pendant le corps à corps, Eyghon essaie de le posséder mais comme le corps du vampire est déjà habité par un démon, Eyghon est vaincu. Jenny retrouve son état normal pendant qu'Ethan profite de la bataille pour s'enfuir. Jenny s'éloigne de Giles, le côté sombre de Rupert ayant refroidi le penchant de tendresse qu'elle éprouvait pour lui. Buffy fait remarquer tout en douceur à Giles qu'il est plus qu'un adulte sans faille, il est une vraie personne.

## Statut particulier de l'épisode
Cet épisode est le premier de la série qui dévoile un pan du passé assez trouble de Giles. Le bibliothécaire bien rangé que l'on croyait au-dessus de tout reproche se révèle avoir joué avec de dangereuses forces démoniaques durant sa jeunesse. Les sous-entendus de son ancien camarade Ethan Rayne ainsi que le surnom par lequel il l'appelle, « Ripper » (l'éventreur), suggèrent que Giles a d'autres choses sur la conscience concernant cette époque de sa vie. Par ailleurs, c'est aussi le premier épisode où l'on découvre l'appartement de Giles, qui sera par la suite un décor important de la série, notamment durant la saison 4.
Noel Murray, du site The A.V. Club, évoque un épisode « plus centré sur l'intrigue et moins sur les personnages » que les meilleurs de la série mais qui reste d'un très bon niveau et qui illustre bien le thème des « lignes de démarcation entre le bien et le mal ». Pour la BBC, il s'agit d'un épisode important, « particulièrement pour Giles et Jenny Calendar » dont l'alchimie est palpable, et où « la tension entre Giles et Buffy est bien interprétée », mais qui est « embrouillé » et où les révélations sur la passé de Giles laissent à désirer. Mikelangelo Marinaro, du site Critically Touched, lui donne la note de C+, estimant que le scénario est « formidable » et que l'épisode est très pertinent au niveau des « relations de Giles avec Buffy et Jenny Calendar » mais que la réalisation et le montage sont « bâclés » à un tel point qu'ils auraient pu ruiner totalement l'épisode s'il n'y avait pas eu sa qualité d'écriture.

## Analyse
Le message délivré par cet épisode est que lorsqu'on essaie de fuir ou de cacher son passé, cela peut se répercuter sur votre entourage avec des conséquences fâcheuses, voire dramatiques. 

## Distribution

### Acteurs crédités au générique
- Sarah Michelle Gellar : Buffy Summers
- Nicholas Brendon : Alexander Harris
- Alyson Hannigan : Willow Rosenberg
- Charisma Carpenter : Cordelia Chase
- David Boreanaz : Angel
- Anthony Stewart Head : Rupert Giles

### Acteurs crédités en début d'épisode
- Robia LaMorte : Jenny Calendar
- Robin Sachs : Ethan Rayne
- Stuart McLean : Philip Henry

### Acteurs crédités en fin d'épisode
- Wendy Way : Deirdre Page
- Michael Earl Reid : le conservateur
- Carlease Burke : l'inspecteur Winslow
- Tony Sears : le gardien de la morgue